# Rossija Segodnja

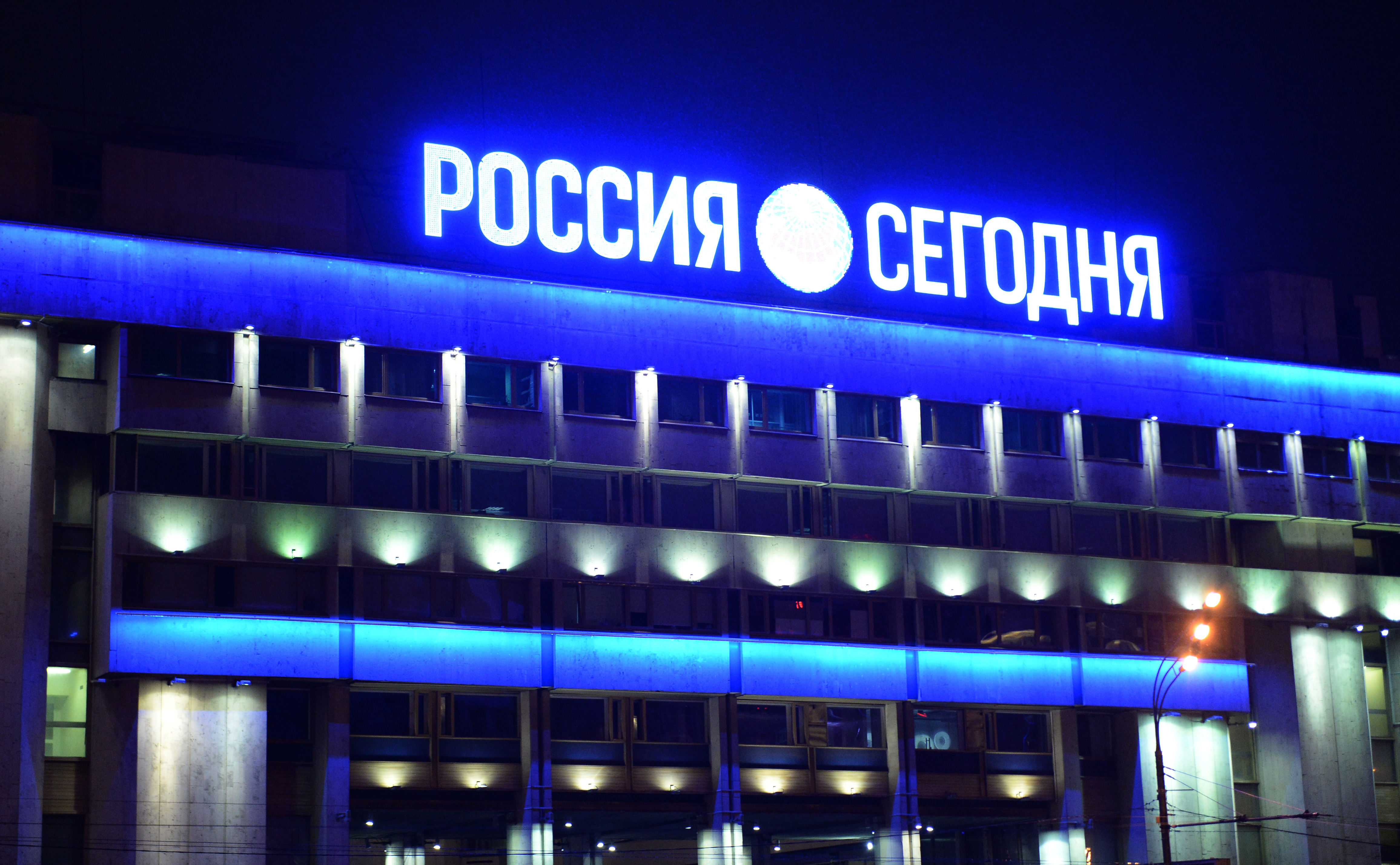
Gebouw aan de Zubovsky Boulevard in Moskou

Rossija Segodnja (Russisch: Россия сегодня, Rossija segodnja) is een internationaal persbureau opgericht door een decreet van de Russische president Vladimir Poetin van 9 december 2013.
Rossija Segodnja betekent in het Engels Russia Today, maar moet niet worden verward met het tv-netwerk RT, dat bekendstond als Russia Today voor zijn herdefiniëring in 2009.
Rossija Segodnja omvatte de voormalige nieuwsdienst RIA Novosti en de internationale radiodienst Voice of Russia (voorheen Radio Moskou). Ondertussen zijn zowel RIA Novosti als Voice of Russia vervangen door Sputnik, een internationale multimediale nieuwsdienst.
In Rusland zelf blijft Rossija Segodnja het merk RIA Novosti gebruiken als zijn Russischtalige persbureau.